# Доньиуэ
Доньиуэ (исп. Doñihue) — город в Чили. Административный центр одноимённой коммуны. Население — 7402 человек (2002).   Город и коммуна входит в состав провинции Качапоаль и области Либертадор-Хенераль-Бернардо-О’Хиггинс.
Территория — 78 км². Численность населения — 20 887 жителя (2017). Плотность населения — 267,8 чел./км².

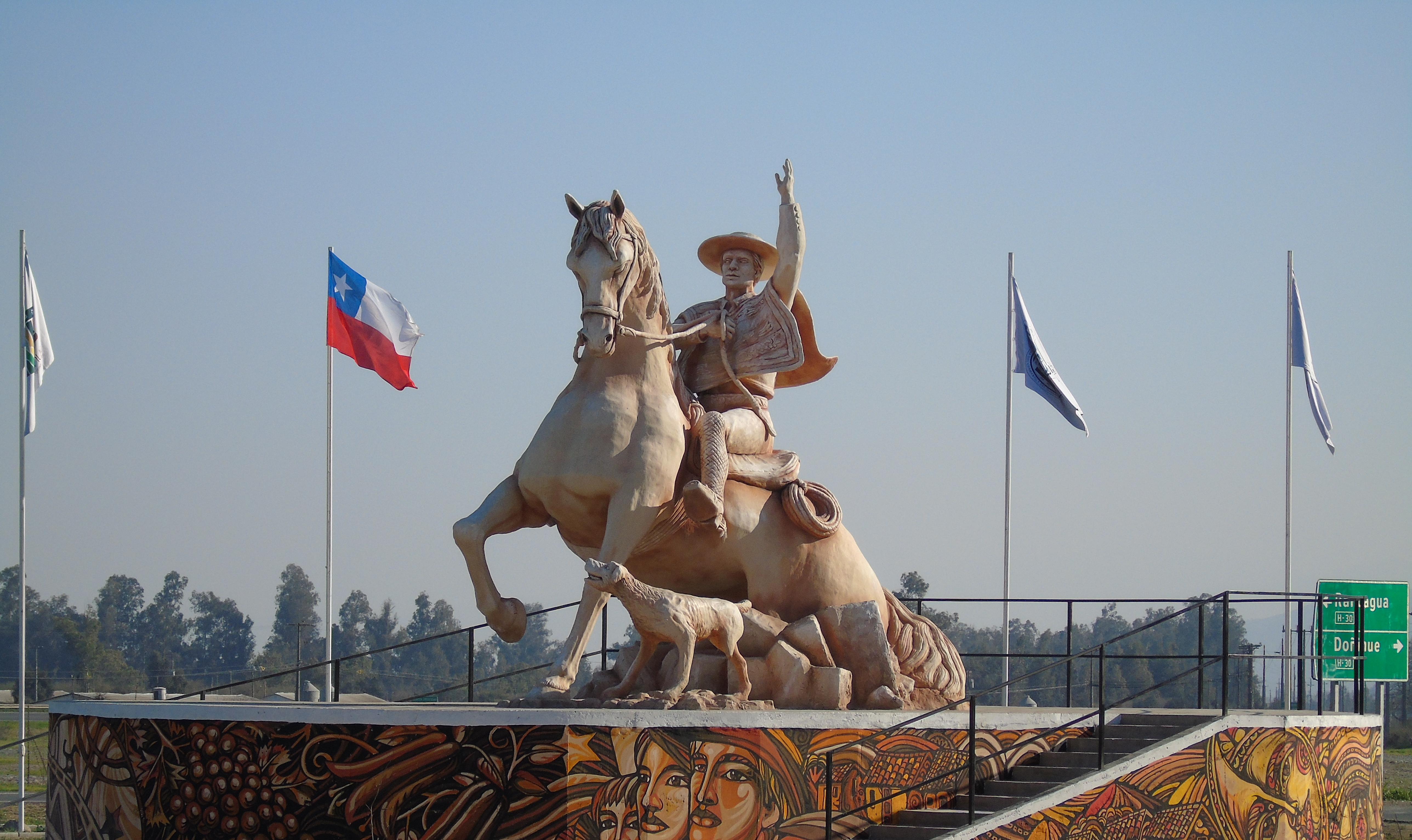
Монумент Ло Мираннда, расположенный в коммуне Доньиуэ.

## Расположение
Город расположен в 23 км на запад от административного центра области города Ранкагуа.
Коммуна граничит:
- на северо-востоке — c коммуной Ранкагуа
- на юго-востоке — c коммуной Оливар
- на юге — c коммуной Коинко
- на западе — c коммуной Кольтауко
- на северо-западе — c коммуной Алуэ

## Демография
Согласно сведениям, собранным в ходе переписи 2017 г  Национальным институтом статистики (INE),  население коммуны составляет:
| Полное население                          | Полное население                          | Полное население                          | Полное население                          | Полное население                          | 20 887 |
| ----------------------------------------- | ----------------------------------------- | ----------------------------------------- | ----------------------------------------- | ----------------------------------------- | ------ |
| в том числе:                              | Городское население                       | 16 424                                    | Процент городского населения, %           | 78,63                                     |        |
|                                           | Сельское население                        | 4 463                                     | Процент сельского населения, %            | 21,37                                     |        |
|                                           | Мужское население                         | 10 394                                    | Процент мужского населения, %             | 49,76                                     |        |
|                                           | Женское население                         | 10 493                                    | Процент женского населения, %             | 50,24                                     |        |
| Плотность населения, чел/км²              | Плотность населения, чел/км²              | Плотность населения, чел/км²              | Плотность населения, чел/км²              | Плотность населения, чел/км²              | 267,8  |
| Население коммуны в % к населению области | Население коммуны в % к населению области | Население коммуны в % к населению области | Население коммуны в % к населению области | Население коммуны в % к населению области | 2,28   |

| Динамика изменения населения коммуны | Динамика изменения населения коммуны | Динамика изменения населения коммуны | Динамика изменения населения коммуны |
| ------------------------------------ | ------------------------------------ | ------------------------------------ | ------------------------------------ |
| 1992                                 | 2002                                 | 2012                                 | 2017                                 |
| 14578                                | 16916▲                               | 21023▲                               | 20887▼                               |

## Важнейшие населенные пункты[4]
| № | Населённый пункт         | Населённый пункт (исп.)   | Категория | Население чел. (2002) | На карте                        |
| - | ------------------------ | ------------------------- | --------- | --------------------- | ------------------------------- |
| 1 | Ло-Миранда               | Lo Miranda                | город     | 8188                  | 34°11′50″ ю. ш. 70°53′16″ з. д. |
| 2 | Доньиуэ (вкл.Калифорния) | Doñihue (incl.California) | город     | 7402                  | 34°13′42″ ю. ш. 70°57′59″ з. д. |
| 3 | Калифорния               | California                | поселок   | —                     | 34°13′12″ ю. ш. 70°55′44″ з. д. |
| 4 | Эль-Колера               | El Cólera                 | поселок   | 327                   | 34°13′39″ ю. ш. 70°58′51″ з. д. |
| 5 | Ринконада-де-Доньиуэ     | Rinconada de Donihue      | поселок   | —                     | 34°12′21″ ю. ш. 70°56′40″ з. д. |
| 6 | Пласуэла                 | Plazuela                  | поселок   | —                     | 34°11′29″ ю. ш. 70°54′39″ з. д. |